# Tlaltenango de Sánchez Román
Tlaltenango de Sánchez Román è una municipalità dello stato di Zacatecas, nel Messico centrale, il cui capoluogo è la località omonima.
Conta 25.493 abitanti (2010) e ha una estensione di 746,45 km².
Il termine Tlaltenango significa "luogo sopra la terra", mentre la seconda parte del nome della località ricorda José María Sánchez Román, politico messicano del periodo della Riforma.